# Talamanca (kommunhuvudort)
Talamanca är en kommunhuvudort i Spanien.   Den ligger i provinsen Província de Barcelona och regionen Katalonien, i den östra delen av landet, 500 km öster om huvudstaden Madrid. Talamanca ligger 560 meter över havet och antalet invånare är 116.
Terrängen runt Talamanca är huvudsakligen kuperad, men åt nordväst är den platt. Runt Talamanca är det tätbefolkat, med 331 invånare per kvadratkilometer. Närmaste större samhälle är Terrassa, 19,2 km söder om Talamanca. 